# Nokia N-Gage
N-Gage — первый телефон-игровая консоль на рынке мобильных телефонов, выпущенный 7 октября 2003 года финской компанией Nokia. Относится к семейству смартфонов Nokia Series 60.
Благодаря своей особой конструкции и техническим возможностям, N-Gage поддерживал довольно качественные видеоигры, сравнимые с консольными. Однако телефон не смог обеспечить абсолютное соответствие с домашними или другими портативными системами и имел ограниченный успех.

## Игровые возможности
Главной новинкой серии N-Gage была возможность совместной игры на расстоянии. Для игр в пределах одного помещения использовалась беспроводная сеть Bluetooth. На дальнем расстоянии использовались традиционные мобильные сети.
Частью проекта N-Gage была «Арена» — всемирная таблица рекордов и форумы для игроков, в том числе на европейских языках. Немного позже на «Арене» появился веб-чат. «Арена» доступна как через мобильные телефоны N-Gage, так и через свой веб-сайт.
Через эти «игровые пульты» (англ. game deck) фирма Nokia проводила концепцию «social gaming». В рамках этой концепции игры являются одной из форм общения по мобильному телефону, наподобие разговора или обмена SMS. Nokia гордилась новой возможностью владельцев N-Gage играть где угодно, с кем угодно, возведя это в рекламный слоган линейки N-Gage.
В России было трудно купить нужную игру для N-Gage, пока Nokia не открыла свой флагманский магазин в Москве, где стала торговать игровыми картриджами напрямую. Некоторые игры доступны для скачивания в интернет-магазине Nokia Software Market. Однако все они не русифицированы и требуют знания одного из четырёх европейских языков.

## Модификации
Через полгода после выхода Nokia N-Gage был выпущен вариант N-Gage QD. От первой версии он отличается отсутствием FM-приёмника, USB-разъёма, MP3-плеера и стерео-выхода. Изменился и дизайн — телефон стал более компактным и эргономичным. Урезание функционала, по словам Nokia, способствовало снижению цены, что благотворно сказалось на продажах. Также были заявления (то ли в оправдание, то ли в поддержку), что «Мы избавили консоль от всего лишнего, что не нужно геймеру». В 2005 году был выпущен N-Gage QD в корпусе серебряного цвета.

### Игра «Змейки»
Одна из игр для N-Gage — особенная. Это игра Snakes («Змейки»). Фирма Nokia распространяет эту игру бесплатно из сентиментальных соображений. Дело в том, что одна из первых игр, которые Nokia разработала для мобильников, была игра «Змейка». Мобильников было продано много, и «Змейки» невероятно распространились. Игра Snakes рассматривается как новое поколение той самой «Змейки», прародителя самой концепции «мобильная игра» (игра на сотовом телефоне).
Трёхмерные «Змейки» стали позже выпускаться и для новых мобильников N-Series. Но версия для N-Gage отличается тремя чертами:
- поскольку «Змейки» для N-Gage бесплатны, они могут копироваться игроками. Более того, это поощряется. В игру встроен пиринговый (от одного пульта к другому) механизм распространения через Bluetooth (впрочем, плохо работающий из-за большого размера игры по сравнению со свободной памятью консоли). На этом механизме основана и реклама игры;
- «Змейки» для N-Gage включают режим совместной игры — через Bluetooth в них могут играть до четырёх игроков;
- «Змейки» для N-Gage сохраняют таблицу рекордов не только на консоли, но и на Арене, игровом сервере Nokia. Соревновательные возможности исключены из последующих версий «Змеек».

## Недостатки и причины снижения спроса
Несмотря на необычный, революционный по тем временам дизайн и неплохую производительность телефона как игровой консоли, именно это повлекло ряд недостатков, а следовательно, и аннуляцию спроса и продаж. 
- При разработке дизайна создатели в первую очередь ориентировались на то, что в основном N-Gage будет использоваться как игровая консоль, и уже в последнюю очередь как сотовый телефон. Для телефона устройство оказалось большим; кроме того, из-за нестандартного расположения динамика (а именно — на верхнем торце, а не на передней панели, что было исправлено в модели N-Gage QD), во время разговора его нужно было держать боком. Поэтому N-Gage называли «тако», «слоновьим ухом»[1] или (в России и СНГ) «чебурашкой», а в Интернете родился мем «Sidetalking», где различные пользователи высмеивали телефон, публикуя собственные фотографии с приложенными вместо него к уху различными предметами, вплоть до стульев и даже унитаза[2].
- Довольно высокая стоимость консоли и игр (даже после снижения цены), если сравнивать с основным на тот момент конкурентом (GameBoy Advance).
- Неправильно выбранный канал продаж. N-Gage распространялся в основном через традиционные для сотовых телефонов точки продаж. В традиционных местах продаж игровых консолей найти N-Gage было сложно.
- Слабая защита контента. Из-за того, что картриджи для N-Gage внешне и по функциональности ничем не отличались от обычных карт памяти, практически сразу игры были взломаны из-за возможности простого считывания (копирования) информации с картриджа на компьютер и далее — на SD-карту. Сейчас они широко доступны в пиринговых сетях для свободного скачивания. Более того, игры свободно запускались на других смартфонах, работающих на платформе Series 60. Этот факт снизил продажи как игр, так и самого телефона.
  - Для смены игровой карты приходилось снимать заднюю крышку и вынимать аккумулятор. Однако в N-Gage QD исправили и это, сделав «классический» слот для карт.
- В рекламной кампании основной упор делался на то, что консоль позволяет нескольким участникам играть друг против друга (по Bluetooth, на расстоянии до 10 метров). Для того, чтобы такая возможность на самом деле заработала, необходима широкая распространённость консоли. Здесь наблюдается классический сетевой эффект, когда полезность сервиса положительно зависит от количества участников.

## Похожие модели
- Nokia 3300
- Nokia 5510